# Mullinville
Mullinville – miasto w Stanach Zjednoczonych, w stanie Kansas, w hrabstwie Kiowa.